# Taxithelium sumatranum
Taxithelium sumatranum là một loài Rêu trong họ Sematophyllaceae. Loài này được (Bosch & Sande Lac.) Broth. miêu tả khoa học đầu tiên năm 1908.